# Trận Kampot
Trận Kampot là một trận đánh lớn trong chiến tranh Việt Nam tại Campuchia và cũng là một phần của cuộc nội chiến Campuchia. Trận đánh diễn ra từ ngày 26 tháng 2 đến ngày 2 tháng 4 năm 1974, giữa Quân lực Quốc gia Khmer với du kích Khmer Đỏ nhằm giành quyền kiểm soát thành phố Kampot.

## Diễn biến
Khmer Đỏ đã bắt đầu tấn công phía bắc Kampot vào ngày 26 tháng 2, nã vào thành phố với rốc két 107mm và súng cối 120mm. Trong tuần đầu tiên của cuộc chiến, các cánh quân của Quân đoàn 12 và Lữ đoàn 68 Quân lực Quốc gia Khmer đã từ bỏ vị trí của họ, trong khi Tiểu đoàn 210 và 68 đã ngừng hoạt động sau khi 300 binh sĩ đào ngũ trong ngày đầu tiên quân đối phương tấn công dữ dội. Việc đào ngũ giúp Khmer Đỏ đánh chiếm các công trình cấp nước của thành phố, kết quả là một nửa dân cư Kampot chạy trốn khỏi thành phố do nguồn cung cấp nước suy giảm.
Với sự hỗ trợ từ các lực lượng hải quân, không quân và pháo binh, Lữ đoàn 12 và 20 của quân đội Cộng hòa Khmer phản công hướng đông bắc. Thay vì tiến quân, các đơn vị chính phủ Campuchia đã phát triển việc bố phòng khi các vị trí của Khmer Đỏ đã được củng cố. Từ ngày 2-10 tháng 3, Kampot được củng cố thêm với sáu khẩu pháo 105mm và hai tiểu đoàn nữa.  Vào ngày 3 tháng 4, những vị trí phòng thủ của chính phủ gần sân bay Kampot đã bị bỏ hoang sau khi Khmer Đỏ cô lập hoàn toàn.
Dù quân đội Quốc gia Khmer ra sức kháng cự quyết liệt, Khmer Đỏ cuối cùng cũng chiếm được thành phố Kampot vào ngày 2 tháng 4, cả hai bên đều bị thương vong nặng nề trong cuộc giao tranh, nhưng nhiều thường dân đã bị mất nhà cửa. Sau khi Kampot thất thủ, Khmer Đỏ đã tung ra một cuộc tấn công khác nhằm đánh chiếm cố đô Udong.